# Дарвин, Леонард
Леонард Дарвин (англ. Leonard Darwin; 15 января 1850, Даун, Кент — 26 марта 1943, Лондон) — британский политик, экономист и евгенист. Президент Королевского географического общества (1908—1911). Четвёртый сын Чарльза Дарвина.

## Биография
Леонард Дарвин родился 15 января 1850 года. Он был четвёртым сыном и восьмым ребёнком в семье Чарльза Дарвина, знаменитого естествоиспытателя, и Эммы Веджвуд, внучки основателя фарфоровой фабрики. У него было ещё девять братьев и сестер. Первые годы жизни Леонарда прошли в Дауне, где жила семья Дарвинов. В 1862 году его отправили в школу в Клэпхэме.
В 1871 году Леонард присоединился к Корпусу королевских инженеров. С 1877 по 1882 год он работал в разведывательном отделе Военного министерства. Он совершил несколько научных экспедиций, в том числе для наблюдения за прохождением Венеры в 1874 и 1882 годах.
В 1890 году Дарвин получил звание майора, но вскоре оставил армию и с 1892 по 1895 год являлся членом парламента от Партии либеральных юнионистов от округа Личфилд в Стаффордшире, от которого его дед, Джозия Веджвуд II, также был членом парламента. Также Леонард энергично писал об экономических проблемах его времени: биметаллизме, денежной реформе в Индии и муниципальной торговле.
11 июля 1882 года Дарвин женился на Элизабет Фрэнсис Фрейзер. Она умерла 16 лет спустя, 13 января 1898 года. 29 ноября 1900 года он женился на своей двоюродной сестре Шарлотте Милдред Массингберд. У Леонарда не было детей ни от одного брака.
С 1908 по 1911 год он являлся президентом Королевского географического общества, с 1911 по 1928 год — председателем Британского общества евгеники, сменив на этом посту своего родственника Фрэнсиса Гальтона. В 1928 году он стал почетным президентом общества[какого?]. В 1912 году Кембриджский университет присвоил ему звание почетного доктора наук.
В 1921 году Дарвин удалился в Криппс Корнер в Форест-Роу, Восточный Суссекс со своей второй женой Шарлоттой Милдред Массингберд. Она умерла в 1940 году, а он жил там до своей смерти в 1943 году. Он и Шарлотта были похоронены на кладбище в Форест-Роу.

## Отношения с Фишером
Дарвин сыграл важную роль в жизни генетика и статистика Рональда Фишера, поддерживая его интеллектуально, морально, а иногда и материально. 25 февраля 1929 года Фишер, отвечая на поздравления Дарвина с его избранием в Королевское общество, написал: «Я знал, что вы будете рады, и ваше удовольствие так же хорошо для меня, как если бы мой собственный отец был еще жив».
За несколько лет до этого Фишер ушел из Королевского статистического общества из-за разногласий. Дарвин организовал возвращение Фишера, подарив ему пожизненную подписку. Книга Фишера 1930 года «Генетическая теория естественного отбора» посвящена Дарвину. После смерти Дарвина в 1943 году в возрасте 93 лет Фишер написал племяннице Дарвина, Маргарет Кейнс: «Мой дорогой друг Леонард Дарвин … был, несомненно, самым добрым и мудрым человеком, которого я когда-либо знал».